# Іван Руньє
Іван Руньє (хорв. Ivan Runje, нар. 9 жовтня 1990, Спліт, СФРЮ) — хорватський футболіст, захисник клубу «Ягеллонія». Чемпіон Данії.

## Ігрова кар'єра
У дорослому футболі дебютував 2010 року виступами за команду клубу «Мозор», в якій провів один сезон, взявши участь у 13 матчах чемпіонату.
Своєю грою за цю команду привернув увагу представників тренерського штабу клубу «Нордшелланд», до складу якого приєднався 2011 року. Відіграв за команду з Фарума наступні п'ять сезонів своєї ігрової кар'єри.
Згодом з 2015 по 2016 рік грав у складі клубу «Омонія».
До складу клубу «Ягеллонія» приєднався 2016 року.

## Статистика виступів

### Статистика клубних виступів
| Сезон                   | Клуб                    | Чемпіонат               | Чемпіонат | Чемпіонат | Національний кубок | Національний кубок | Національний кубок | Континентальні кубки | Континентальні кубки | Континентальні кубки | Суперкубок | Суперкубок | Суперкубок | Усього | Усього |
| Сезон                   | Клуб                    | Ліга                    | Ігор      | Голів     | Ліга               | Ігор               | Голів              | Ліга                 | Ігор                 | Голів                | Ліга       | Ігор       | Голів      | Ігор   | Голів  |
| ----------------------- | ----------------------- | ----------------------- | --------- | --------- | ------------------ | ------------------ | ------------------ | -------------------- | -------------------- | -------------------- | ---------- | ---------- | ---------- | ------ | ------ |
| 2011–12                 | «Нордшелланд»           | СЛ                      | 7         | 0         | КД                 | 0                  | 0                  | ЛЄ                   | 0                    | 0                    | -          | -          | -          | 0      | 0      |
| 2012–13                 | «Нордшелланд»           | СЛ                      | 17        | 0         | КД                 | 0                  | 0                  | ЛЧ                   | 6                    | 0                    | -          | -          | -          | 23     | 0      |
| Усього за «Нордшелланд» | Усього за «Нордшелланд» | Усього за «Нордшелланд» | 24        | 0         |                    | 0                  | 0                  |                      | 6                    | 0                    |            | -          | -          | 30     | 0      |

## Досягнення
«Нордшелланд»
- Чемпіонат Данії:
  - Чемпіон: 2011/12

«Ягеллонія» (Білосток)
- Екстракляса
  - Срібний призер: 2016/17